# Provincia di Trapani (Regno delle Due Sicilie)
La provincia di Trapani fu la XXI provincia del Regno delle Due Sicilie. Fu istituita nel 1817 con la denominazione di Valle minore di Trapani ed entrò in vigore l'anno seguente.

## Storia
Nel 1812, i Borbone, nel tentativo di modernizzare la Sicilia, divisero i tre tradizionali Valli di Noto, Demone, di Mazara in 23 distretti, secondo i dettami della Costituzione promulgata quell'anno; tuttavia, queste disposizioni non saranno applicate de facto. L'11 ottobre 1817, Re Ferdinando I delle Due Sicilie varò il Real Decreto n. 932, che riformò la ripartizione territoriale del Regno delle Due Sicilie a seguito della fusione della corona napoletana con quella siciliana, raggruppando i distretti in sette valli minori, sedi di Intendenze, sulla falsariga dei departments francesi sorti durante la Rivoluzione del 1789. Tra le sedi d'Intendenza vi era pure Trapani, che comprendeva il distretto omonimo, nonché i distretti di Alcamo e Mazara.
Il 9 dicembre 1820, con l'emanazione della Costituzione sempre da parte di Re Ferdinando I delle Due Sicilie, i sette valli vennero rinominati province. Al momento della costituzione della provincia, il capoluogo fu lasciato a Trapani.
Con la conquista garibaldina del regno borbonico nel 1860, il 26 agosto, il decreto protodittatoriale n. 170, di Agostino Depretis, intitolato "Legge che chiama in vigore in Sicilia la legge comunale e provinciale del Regno d'Italia", estese anche alla Sicilia la legge Rattazzi, che trasformò i vecchi distretti in circondari. Il Regio Decreto 17 dicembre 1860, n. 4499, sull’annessione delle province siciliane al Regno di Sardegna decretò ufficialmente la soppressione della provincia.
La sede degli organi amministrativi era ubicata nell'ex Convento dei Gesuiti di Trapani.

## Suddivisione amministrativa
La provincia era suddivisa in successivi livelli amministrativi, gerarchicamente dipendenti dal precedente. Al livello immediatamente successivo alla provincia, vi erano i distretti che, a loro volta, erano suddivisi in circondari. I circondari erano costituiti dai comuni, l'unità di base della struttura politico-amministrativa dello Stato moderno, ai quali potevano far capo i villaggi, centri a carattere prevalentemente rurale.
La provincia comprendeva 3 distretti, suddivisi complessivamente in 15 circondari, 21 comuni e 4 villaggi. istituiti nel 1812 con la Costituzione del Regno di Sicilia e mutati nel tempo, secondo fattori quale l'unione di comuni o la separazione di terre, con la conseguente nascita di nuove città. Nel 1860, le suddivisioni risultavano essere le seguenti:
| Distretto | Circondari         | Comuni                                                | Abitanti (al 1860) |
| --------- | ------------------ | ----------------------------------------------------- | ------------------ |
| Alcamo    | Alcamo             | Alcamo, Camporeale                                    | 60 819             |
| Alcamo    | Calatafimi         | Calatafimi (oggi Calatafimi Segesta), Vita            | 60 819             |
| Alcamo    | Castellammare      | Castellammare (oggi Castellammare del Golfo)          | 60 819             |
| Alcamo    | Gibellina          | Gibellina, Poggioreale, Salaparuta                    | 60 819             |
| Mazzara   | Castelvetrano      | Campobello (oggi Campobello di Mazara), Castelvetrano | 58 069             |
| Mazzara   | Mazzara            | Mazzara (oggi Mazara del Vallo)                       | 58 069             |
| Mazzara   | Partanna           | Partanna                                              | 58 069             |
| Mazzara   | Salemi             | Salemi                                                | 58 069             |
| Mazzara   | Santa Ninfa        | Santa Ninfa                                           | 58 069             |
| Trapani   | Favignana          | Favignana                                             | 86 678             |
| Trapani   | Marsala            | Marsala                                               | 86 678             |
| Trapani   | Monte San Giuliano | Monte San Giuliano (oggi Erice)                       | 86 678             |
| Trapani   | Paceco             | Paceco, Xitta (oggi frazione di Trapani)              | 86 678             |
| Trapani   | Pantelleria        | Pantelleria                                           | 86 678             |
| Trapani   | Trapani            | Trapani                                               | 86 678             |
| Totale    |                    |                                                       |                    |
| 3         | 15                 | 21                                                    | 205 569            |

## Intendenti
| Nome e cognome                                   | Inizio dell'incarico | Fine dell'incarico | Qualifica   | Affiliazione | Note         |
| ------------------------------------------------ | -------------------- | ------------------ | ----------- | ------------ | ------------ |
| ?                                                | 1º gennaio 1818      | ?                  | Intendente  | Borbonico    | —            |
| Enrico Parisi                                    | giugno 1860          | 10 dicembre 1860   | Governatore | Garibaldino  | [ 9 ]        |
| Corrado Arezzo de Spuches, barone di Donnafugata | 10 dicembre 1860     | 17 dicembre 1860   | Governatore | Garibaldino  | [ 9 ] [ 10 ] |